# 北遊斎一鵞
北遊斎 一鵞（ほくゆうさい いちが、生没年不詳）とは、江戸時代の浮世絵師。

## 来歴
『浮世絵師伝』によれば葛飾北雅の門人。北遊斎と号し作画期は天保頃、慶応のころに没したとされる。